# Willem II Tilburg
Willem II Tilburg je nizozemský fotbalový klub, který byl založen 12. srpna 1896 jako Tilburgia. 12. ledna 1898 byl přejmenován na Willem II podle nizozemského krále Viléma II.
Dresy týmu jsou červeno-modro-bíle svisle pruhované.

## Stadion

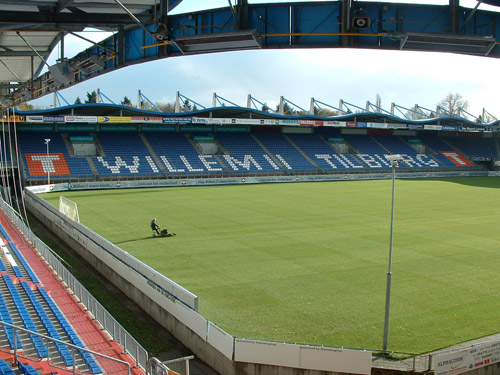

Domácí zápasy hraje tento tým na stadionu, který opět nese jméno po bývalém nizozemském panovníkovi. Stadion byl otevřen 31. května 1995 a má kapacitu 14 700 diváků. Průměrná návštěva v sezóně 2004/05 byla 12 500 diváků.

## Úspěchy
Tilburg získal tři tituly nizozemského mistra, a to v letech 1916, 1952 a 1955. Národní pohár získal dvakrát v letech 1944 a 1963. V letech 1987, 1990 a 1990 byl tento tým zvolen jako nejlepší klub roku.
V roce 1999 získal 2. místo v nizozemské lize Eredivisie, a zajistil si tak účast v Lize mistrů.

## Účast v evropských pohárech
| Ročník    | Soutěž           | Kolo        | Klub               | Doma | Venku | Celkem   |
| --------- | ---------------- | ----------- | ------------------ | ---- | ----- | -------- |
| 1999/2000 | Liga mistrů UEFA | Skupina „G“ | Spartak Moskva     | 1:3  | 1:1   | 4. místo |
| 1999/2000 | Liga mistrů UEFA | Skupina „G“ | Girondins Bordeaux | 0:0  | 2:3   | 4. místo |
| 1999/2000 | Liga mistrů UEFA | Skupina „G“ | AC Sparta Praha    | 3:4  | 0:4   | 4. místo |

Zdroj: